# Asia Rugby U19 2013
El Asia Rugby U19 del 2013 fue una edición del torneo que organizó la ARFU, hoy Asia Rugby.
Japón consiguió el torneo en forma invicta y así clasificó al Trofeo Mundial de Hong Kong 2014.

## Equipos participantes
- Selección juvenil de rugby de Corea del Sur
- Selección juvenil de rugby de Hong Kong (Dragones)
- Selección juvenil de rugby de Japón
- Selección juvenil de rugby de Taiwán

## Posiciones
| Pos. | Equipo        | Encuentros | Encuentros | Encuentros | Encuentros | Tantos  | Tantos    | Tantos     | Puntos |
| Pos. | Equipo        | jugados    | ganados    | empatados  | perdidos   | a favor | en contra | diferencia | Puntos |
| ---- | ------------- | ---------- | ---------- | ---------- | ---------- | ------- | --------- | ---------- | ------ |
| 1    | Japón         | 3          | 3          | 0          | 0          | 216     | 14        | + 202      | 15     |
| 2    | Hong Kong     | 3          | 2          | 0          | 1          | 66      | 69        | - 3        | 7      |
| 3    | Corea del Sur | 3          | 1          | 0          | 2          | 35      | 82        | - 47       | 5      |
| 4    | Taiwán        | 3          | 0          | 0          | 3          | 45      | 110       | - 65       | 5      |

Nota: Se otorgan 4 puntos al equipo que gane un partido, 2 al que empate y 0 al que pierda
Puntos Bonus: 1 punto por convertir 4 tries o más en un partido y 1 al equipo que pierda por no más de 7 tantos de diferencia
|  | Campeón y clasifica a Hong Kong 2014 |

|  | Último y desciende a U19 1 2014 |

## Resultados

### Primera fecha
| 11 de agosto | Hong Kong | 19 - 18 | Corea del Sur |  |  |

| 11 de agosto | Taiwán | 3 - 91 | Japón |  |  |

### Segunda fecha
| 14 de agosto | Japón | 74 - 8 | Hong Kong |  |  |

| 14 de agosto | Taiwán | 5 - 18 | Corea del Sur |  |  |

### Tercera fecha
| 17 de agosto | Japón | 51 - 3 | Corea del Sur |  |  |

| 17 de agosto | Taiwán | 31 - 34 | Hong Kong |  |  |

| Bandera de Japón |
| Campeón Japón    |
|                  |